# یواس‌اس وینتکا (وای‌تی‌بی-۳۷۶)
یواس‌اس وینتکا (وای‌تی‌بی-۳۷۶) (به انگلیسی: USS Winnetka (YTB-376)) یک کشتی بود که طول آن ۱۰۲ فوت ۲ اینچ (۳۱٫۱۴ متر) بود. این کشتی در سال ۱۹۴۴ ساخته شد.